# Cyllopoda jatropharia
Cyllopoda jatropharia är en fjärilsart som beskrevs av Carl von Linné 1758. Cyllopoda jatropharia ingår i släktet Cyllopoda och familjen mätare. Inga underarter finns listade i Catalogue of Life.